# ヴィルヘルム・ディートリヒ・フォン・ブッデンブローク
ヴィルヘルム・ディートリヒ・フォン・ブッデンブローク（Wilhelm Dietrich von Buddenbrock, 1672年3月15日 - 1757年3月28日）は、プロイセン王国の貴族、軍人。最終階級は元帥。兵科は騎兵。

## 概歴
ヨハン・フォン・ブッデンブロークとエリーザベト・ゾフィー・フォン・ラッペの息子として東プロイセンのティルゼミシュケンに生まれる。ブッデンブローク家はヴェストファーレンを発祥とし、1318年にリヴォニア騎士団領に領地を得、1622年に東プロイセンに移入した家柄という。東プロイセンではブッデンブローク家はティルジットに所領を持ち、大選帝侯フリードリヒ・ヴィルヘルムが東プロイセンでの統制強化を行った時代にはこれに抵抗して陰謀を企んだ地元貴族のうちの一つ。
父ヨハンはプロイセン軍の中佐であったがヴィルヘルム・ディートリヒが5歳のときに死去した。長じてケーニヒスベルク大学で学び、しかるのち軍人となり、1690年、第1胸甲騎兵連隊に所属して少尉となる。当時すでに大同盟戦争が始まっており、彼もネーデルラント戦線に従軍した。以後ずっとこの連隊の属して戦歴を積む。1692年のスタインケルクの戦いでは重傷を負うが翌1693年のネールヴィンデンの戦いにも参加、この戦いでブッデンブロークの連隊は大損害をこうむり、以後数年間ブラバントの要塞に駐屯し続けた。
1697年、和平が成ると連隊は一度アンハルトに、そして東プロイセンに戻るが、ブッデンブロークは連隊の規模縮小のため一時除隊を余儀なくされる。1699年、クララ・アンナ・カタリーナ・フォン・グリュターと結婚し、のちに3男1女を儲けた。1702年、スペイン継承戦争への参戦によってブッデンブロークは連隊に復帰し、1703年大尉に昇進、ボン等のライン川地域の占領に参加しつつ、1704年には中隊長となる。以後プロイセン騎兵の一員としてラミイの戦い、アウデナールデの戦い、マルプラケの戦いと、この戦争における主要な会戦に次々参加し、1710年に少佐、1712年に中佐となった。
プロイセンがスペイン継承戦争から大北方戦争に転じるとブッデンブロークの連隊もこれに従軍、1715年リューゲン島攻略に携わった。1718年大佐に昇進。1720年に連隊指揮官となり、さらに1724年、クーノ・エルンスト・フォン・ブレドウから連隊シェフの地位を引き継いだ。1728年少将に昇進。
ブッデンブロークは東プロイセンを訪れたフリードリヒ・ヴィルヘルム1世に気に入られて中央に招かれ、王の個人的歓談グループであるタバコクラブの一員になり、行政職を与えられて御領地監督頭（Amtshauptmann）になるが、1730年に王太子フリードリヒの亡命未遂事件が発生した際には彼もその場に居合わせていて、ヴェーゼル要塞からキュストリン要塞まで王太子を護送するあまりありがたくない任務を仰せつかった。このときブッデンブロークは、万一王太子を逃がしそうになったらそのときはいっそ殺せと命じられたことで知られる。
王太子の処刑問題ではブッデンブロークは王を諌め、その際には王の前で自身の上着を破いて、王が血を必要となさるなら私の血を流せばよろしい、私が生きているうちは他のもの（王太子の処刑）は得られますまいと言った。
ポーランド継承戦争が始まると、1734年にプロイセンは軍をオーストリアの応援に派遣するがこのとき王太子が指揮官として任じられ、ブッデンブロークもこの軍に加わって王太子への主要な助言者の一人となった。1739年ブッデンブロークは中将に昇進し、黒鷲勲章を授与された。1740年に王が死去したときには葬送前にしばらく安置される亡骸を囲む将校団の一人であった。
大王の即位後、オーストリア継承戦争が始まると初めは東プロイセン軍管区司令官代理に任じられるが、のちシュレージエンの戦線に参加し、以後この戦争の主要な作戦に加わり、1742年のコトゥジッツの戦いでは右翼の騎兵軍団を指揮してオーストリア軍によく突撃し、大王の評価を得、騎兵大将となった。
休戦後の1743年にブッデンブロークはビーテ・アビゲイル・フォン・ジークロートと再婚した。同年シュレージエンに駐屯する騎兵連隊について責任を負うシュレージエン騎兵総監に任命されるが、翌1744年の12月にブレスラウ総督となり、終身その地位にあった。さらに翌1745年1月には元帥となる。ホーエンフリートベルクの戦いでは先鋒部隊に続く右翼騎兵軍団を率い、ザクセン軍に突撃をかけて打ち破った。ゾーアの戦いでも右翼騎兵軍団を指揮し、高地を駈け登る突撃を実施して名を高めた。
戦争終結後、ブッデンブロークはシュレージエン軍管区司令官となり、新たにプロイセン領となったシュレージエンの安定に努めた。1753年、ブッデンブロークはヨハン・フォン・レーヴァルト、フリードリヒ・ヴィルヘルム・フォン・ドッソウとともに大王から、特製のダイヤモンド付大王の肖像メダルを授与された。
ブッテンブロークの子のうち、次男はコトゥジッツの戦いで戦死し、三男のヨハン・ヨプスト・ハインリヒもホーエンフリートベルクの戦いで重傷を負ったが一命を取り留め、のちには中将となった。娘はブッデンブロークのいとこで元帥のエアハルト・エルンスト・フォン・レーダーと結婚した。

## 参考資料
- Joachim Engelmann, Friedrich der Grosse und seine Generale, （Podzun-Pallas-Verlag GmbH, 1988）
- E. Graf zur Lippe: Buddenbrock, Wilhelm Dietrich von. In: Allgemeine Deutsche Biographie (ADB). Band 3, Duncker & Humblot, Leipzig 1876, S. 500.
- Hans Saring: Buddenbrock, Wilhelm Dietrich von. In: Neue Deutsche Biographie (NDB). Band 2, Duncker & Humblot, Berlin 1955, S. 715.
- Thomas Carlyle History of Friedrich II
- de:Wilhelm Dietrich von Buddenbrock (19:19, 14. Jul. 2009 UTC)